# Deaf dumb blind
Deaf Dumb Blind es el primer álbum de estudio de la banda sueca de rap metal Clawfinger. Está compuesto por 10 canciones en su edición europea.

## Lista de canciones del álbum
- Todos los temas están escritos por Clawfinger.

1. "Nigger" – 3:47
2. "The Truth" – 4:12
3. "Rosegrove" – 4:02
4. "Don't Get Me Wrong" – 3:12
5. "I Need You" – 4:58
6. "Catch Me" – 4:39
7. "Warfair" – 3:48
8. "Wonderful World" – 2:40
9. "Sad To See Your Sorrow" – 5:18
10. "I Don't Care" – 3:11
11. "Get It" – 4:44 (Bonus Track)
12. "Profit Preacher" – 5:55 (Bonus Track)
13. "Stars & Stripes" – 3:52 (Bonus Track)

## Sencillos del álbum
- Nigger
- The truth
- Warfair
- Rosegrove

## Banda
- Zak Tell - voz
- Erlend Ottem - guitarra
- Bård Torstensen - guitarra
- Andre Skaug - bajo
- Jocke Skog - teclados, programaciones, segunda voz
- Morten Skaug - batería

- Datos: Q921562